# Grün (Fraunberg)
Grün ist ein Ortsteil der Gemeinde Fraunberg, Landkreis Erding, Oberbayern.

## Lage
Die Einöde liegt rund vier Kilometer südöstlich von Fraunberg. 